# Bariolage
El bariolage es una técnica de instrumentos musicales dotados de arco que supone una rápida alternancia entre una nota estática y una que cambia, creando una melodía por encima o por debajo de la nota estática. Esta técnica suele aparecer en la música del barroco para violín, donde la nota estática suele ser una nota de cuerda al aire. El bariolage con la cuerda al aire crea un sonido muy resonante.
En el siguiente ejemplo, fragmento de una sonata para violín de Handel, el segundo compás se toca con bariolage. El la que se repite se toca en la cuerda al aire la, alternando con fas y mis tocados digitando en la cuerda re.
Otro ejemplo bien conocido es en el Preludio de la Partita n.º 3 en mi mayor para violín solo de Bach, en la cual tres cuerdas intervienen en la maniobra (una cuerda al aire y dos notas digitadas).

## Bariolage al unísono
El bariolage también puede referirse a la misma nota en distintas cuerdas, usualmente una cuerda al aire y la misma nota tocada en la cuerda adyacente inferior. Joseph Haydn usó este efecto en el minueto de su Sinfonía n.º 28, en el final de la Sinfonía n.º 45, "De los adioses" y durante todo el final de su cuarteto de cuerda Op. 50, n.º 6. Es este bariolage al unísono el que le da a dicho cuarteto el sobrenombre de "La rana".